# Andréi Lopátov
Andréi Lopátov, en ruso:   Андрей Вячеславович Лопатов (Intá, Komi, Unión Soviética, 12 de marzo de 1957 - Rusia, 16 de febrero de 2022) fue un jugador soviético de baloncesto. 

## Biografía
Educado en la Moscow State Forest University, consiguió ocho medallas en competiciones internacionales con la Unión Soviética, incluyendo medalla de bronce en Moscú 1980. Fue distinguido con la Orden de la Insignia de Honor y como Maestro emérito del deporte de URSS.

## Trayectoria
- 1977-1990 CSKA Moscú